# هاشم بيك زاده
هاشم بيك زاده ((بالفارسية: هاشم بیک‌زاده‏)؛ مواليد 22 يناير 1984 في طهران) هو مدافع كرة قدم إيراني يلعب حالياً لصالح صبا قم في دوري المحترفين الإيراني و‌منتخب إيران لكرة القدم. حقق أول ظهور له مع تيم ملي في أغسطس 2006 في مباراة ودية ضد الإمارات العربية المتحدة.

## الإنجازات
استقلال
- دوري المحترفين الإيراني (2): 2008–09، 2012–13

سباهان
- دوري المحترفين الإيراني (2): 2010–11، 2011–12

ذوب آهن
- كأس حذفي (1): 2015–16

## روابط خارجية
- هاشم بيك زاده على موقع الاتحاد الدولي (مؤرشف)  (الإنجليزية)
- هاشم بيك زاده على موقع قاعدة بيانات كرة القدم.إي يو (الإنجليزية)
- هاشم بيك زاده على موقع ناشيونال فوتبول تيمز (الإنجليزية)
- هاشم بيك زاده على موقع Soccerway.com (الإنجليزية)
- هاشم بيك زاده على موقع عالم كرة القدم.نت (الإنجليزية)
- هاشم بيك زاده على موقع كووورة
- هاشم بيك زاده على موقع AS.com (الإسبانية)